# سیارک ۱۱۵۹۲
سیارک ۱۱۵۹۲ (به انگلیسی: 11592 Clintkelly، نامگذاری:1995FA7) یازده هزار و پانصد و نود و دومین سیارک کشف شده‌است که در ۲۳ مارس ۱۹۹۵ کشف شد.
قدر مطلق سیارک برابر ۹.۸ است.